# Elymnias hewitsoni
Elymnias hewitsoni är en fjärilsart som beskrevs av Wallace 1869. Elymnias hewitsoni ingår i släktet Elymnias och familjen praktfjärilar. Inga underarter finns listade i Catalogue of Life.